# ダニエル・リッシュ
ダニエル・リッシュ（独: Daniel Risch、1978年3月5日 - ）は、リヒテンシュタインの政治家。
2017年から2021年にかけて、アドリアン・ハスラー政権でインフラ・経済・スポーツ相を務めたのち、2021年に首相に就任した。

## 経歴
1990年から1998年まで、ファドゥーツのグラマースクールで学び、経営学の学位を取得した。その後、スイスのザンクトガレン大学とチューリヒ大学、さらにドイツのルートヴィヒ・マクシミリアン大学ミュンヘンで経営管理を学んだ。
2004年、ドイツのアルベルト・ルートヴィヒ大学フライブルクの博士課程に進学し経営情報学を研究、2006年から2007年にかけてはオーストラリアのメルボルン大学に調査滞在し、客員研究員となった。この期間、北西スイス応用化学大学で講師も務めた。2007年に博士課程を修了した。
2007年から、チューリヒとベルンに拠点を置く電子商取引のコンサルティング会社、Unic AGでプロジェクトマネージャー、販売部長兼マーケティング担当首席役員を務めた。2015年にリヒテンシュタイン・ポストに移り、政界入りする2017年までマーケティング担当首席役員を務めた。
2015年から2017年には、リヒテンシュタイン情報通信技術フォーラムの委員でもあった。
2016年、リベラル保守政党の愛国連合 (VU) の役員に就任した。2017年の総選挙後に進歩市民党 (FBP) との連立政権が発足すると、副首相に抜てきされ、インフラ・経済・スポーツ相も兼任した。2021年の総選挙後、首相に就任し、FBPのザビーネ・モナウニとともに連立政権を率いることとなった。

## 人物
ヤスミン・シェードラー（1974年10月20日生まれ）夫人とのあいだに2子。